# 독일의 벨기에 침공 (1940년)
벨기에 침공 또는 벨기에 전역(1940년 5월 10일~1940년 5월 28일)은 흔히 벨기에 내에서 18일간의 전투(프랑스어: Campagne des 18 jours 콩파뉴 디 디즈위트 쥬흐[*], 네덜란드어: Achttiendaagse Veldtocht 악흐틴다아흐스 페에흐토트[*])이라고도 불리며, 군사 작전 황색 상황(독일어: Fall Gelb)의 일부이자 제2차 세계 대전 중 나치 독일이 벨기에를 침공한 것을 가리킨다.  작전은 1940년 5월 18일부터 진행되었으며, 벨기에 군대가 항복하고 독일군이 벨기에를 점령하면서 끝이 났다.
1940년 5월 10일, 독일은 황색 상황에 따라 룩셈부르크, 벨기에, 네덜란드 등 저지대 국가들을 잇달아 침공했다. 연합국, 특히 프랑스는 벨기에 방면으로 오는 독일의 공세가 주공이라 판단하고 이를 저지하기 위해서 벨기에로 병력을 보냈다. 프랑스군이 4월 10일부터 4월 12일까지 총 이틀에 걸쳐 벨기에 지역에 투입되었을때, 독일군은 아르덴을 통과하여 전선을 돌파하는 낫질 작전을 발동하고는 영국 해협을 향해 급속하게 진격했으며, 5일 만에 벨기에에 있던 연합국 군대를 완전히 포위하였다. 마침내 벨기에 군대가 1940년 5월 28일에 항복하면서 전투는 끝이 났다.
벨기에 전투에서는 제2차 세계 대전의 전투 가운데 첫번째 전차전이 이루어졌던 한너트 전투가 벌어졌다. 이 전투는 당시 역사상 가장 거대한 규모의 전차전이었으나 이후 북아프리카 전역과 동부 전선의 여러 전투들이 벌어지면서 뒤로 밀려났다. 이 전투들 중에는 공수부대를 이용한 최초의 전략 공수 작전인 에반-에마엘 요새 전투도 포함되어 있었다.
벨기에의 항복으로 연합국은 유럽 대륙에서 철수할 수 밖에 없었다. 이후 영국 해군은 됭케르크 철수 작전 동안에 벨기에의 항구를 이용하여 많은 병력들을 영국 본토로 이동시켜 이후에도 나치 독일에 맞서 계속 항전할 수 있도록 하였다. 한편 주력이 궤멸된 프랑스는 1940년 6월 독일과 자체적인 휴전 협약을 체결했다. 벨기에는 1944년 가을까지 독일군의 점령 하에 있었다가 서방 연합군에게 해방되었다.

## 전투 이전

### 벨기에의 긴장

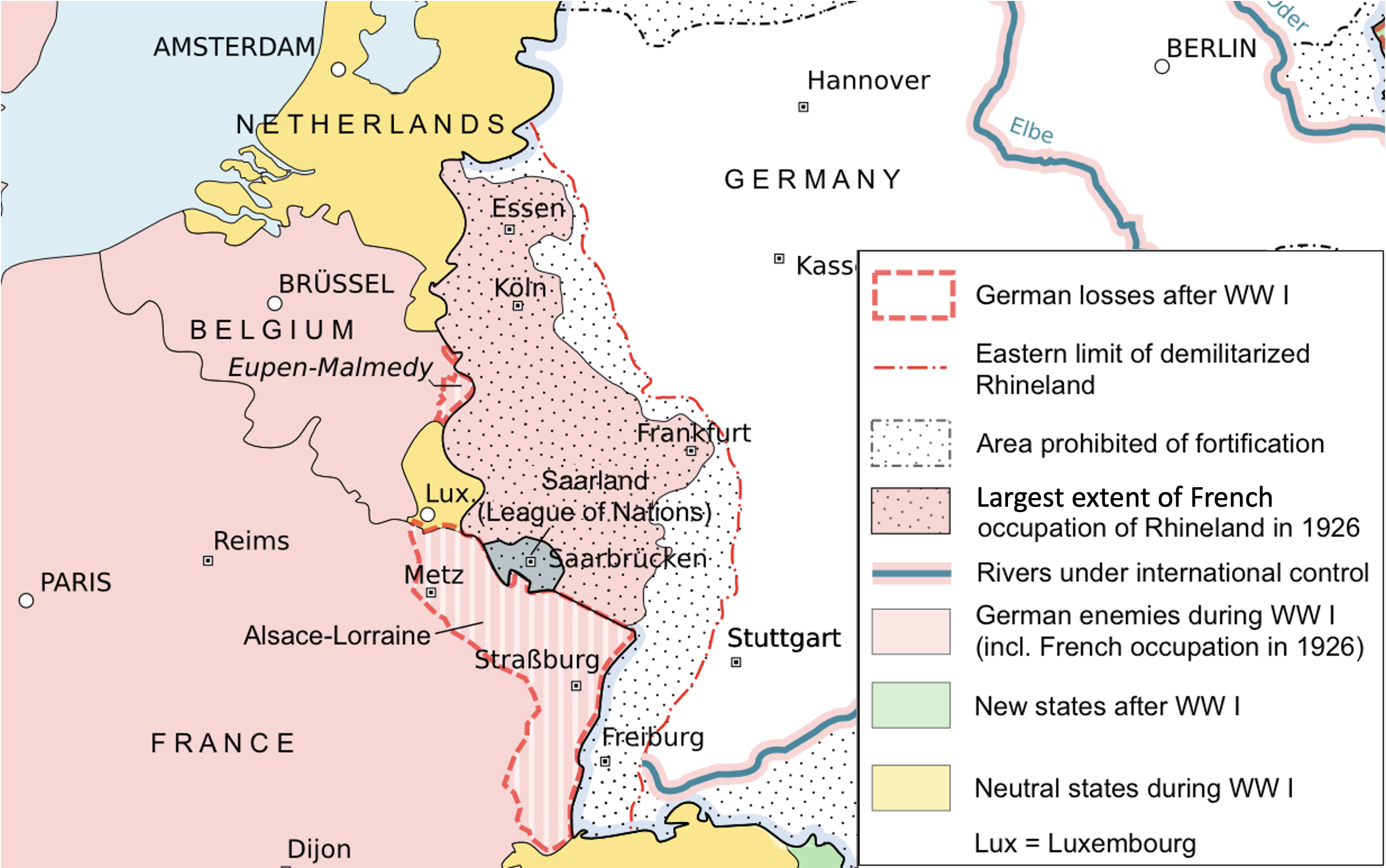
라인란트 비무장지대. 베르사유 조약 제42~44조에 따라 독일은 라인강 서쪽 전역과 라인강 동쪽 50km 이내에서 군사 시설을 건설하거나 군대를 배치하는 것을 금지당했다. 1925년 10월에 체결된 로카르노 조약은 라인란트의 영구적 비무장화를 확정하는 한편, 연합군도 라인란트에서 물러나는 것을 명시했다. 1930년 6월 프랑스군이 물러나자 라인란트는 완전히 군사적 공백지대가 되었다.

1936년 7월에 독일이 라인란트를 점령하자 벨기에는 공포에 휩싸였다. 라인란트라는 완충지대가 사라지면서 벨기에는 독일과 다시 국경을 맞대게 되었다. 프랑스에게는 마지노선이라는 든든한 방패막이 있었지만 벨기에로서는 1914년 이전으로 돌아간 셈이었다. 제1차 세계대전에서 치러야 했던 엄청난 희생이 무색해졌다. 만약 독일이 작정하고 침공했을 때 벨기에가 자력으로 막을 가능성은 없었다. 벨기에는 영토적인 측면에서 독일의 1/15, 인구적인 측면에서는 독일의 1/8에 불과했다. 벨기에가 1914년의 재앙을 맞이하지 않을 길은 프랑스와 독일 두 나라가 싸우지 않도록 중재하거나, 일찌감치 프랑스와 독일 어느 한편에 서서 다른 한편과 맞붙을 준비를 하는 일이었다.
유럽에 전운이 감도는 와중에, 라인란트 위기로부터 반년이 채 지난 10월 14일에 벨기에 국왕 레오폴 3세는 국민들을 향해 전쟁에 대비해야 한다고 강조하면서도 벨기에의 목표는 독자성을 유지하면서 주변국들의 분쟁에 휘말리지 않는 것이라고 선언했다. 즉 1세기 전의 중립 정책으로 회귀하겠다는 것이었다. 프랑스와의 동맹은 끝났다. 벨기에는 프랑스군에게 정보를 공유하거나 군사적으로 협력하는 것을 거부했다. 심지어 레옹 드그렐과 같은 파시스트나 나치즘에 호응하는 극우단체들은 프랑스 대신에 독일과 손잡아야 한다고 공공연하게 주장했고, 일부 벨기에 민족주의자들은 수백년 전에 스페인령 네덜란드였으나 프랑스가 점령하였던 됭케르크, 캉브레, 릴 등 벨기에의 옛 영토를 되찾아야 한다고 선동하기도 했다.

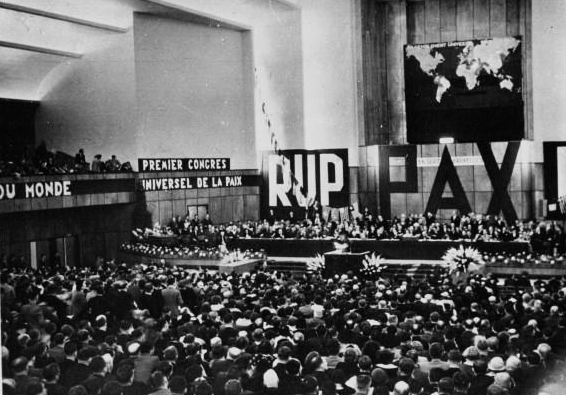
1936년, 브뤼셀 인근에서 열린 평화 집회

물론 대다수의 벨기에인들은 독일보다는 언어적으로나 문화적으로나 더 가까우면서도 제1차 세계대전의 혈맹이었던 프랑스에게 훨씬 동질감을 느꼈다. 그렇지만 그렇다고 해서 그들이 프랑스의 총알받이가 될 생각은 없었다. 자신들이 굳이 독일을 자극하지 않으면 독일 역시 자신들을 넘보지 않으리라는 것이 벨기에인들의 태평한 발상이었다. 바이마르 공화국의 민주주의가 아돌프 히틀러에 의해 무너지고 호전적인 나치가 정권을 잡는 모습을 보면서도 그들은 여전히 독일과의 싸움이 필연적인 것이라고 믿지 않았다. 그들에게 전쟁은 현실과 저 멀리 동떨어진 문제였다. 벨기에는 1914년의 선례에서 배운 것이 하나도 없었다. 그저 거대한 폭풍에 휘말리지만 않으면 그만이라는 것이 벨기에인들의 바람이었다.

### 연합국의 입장

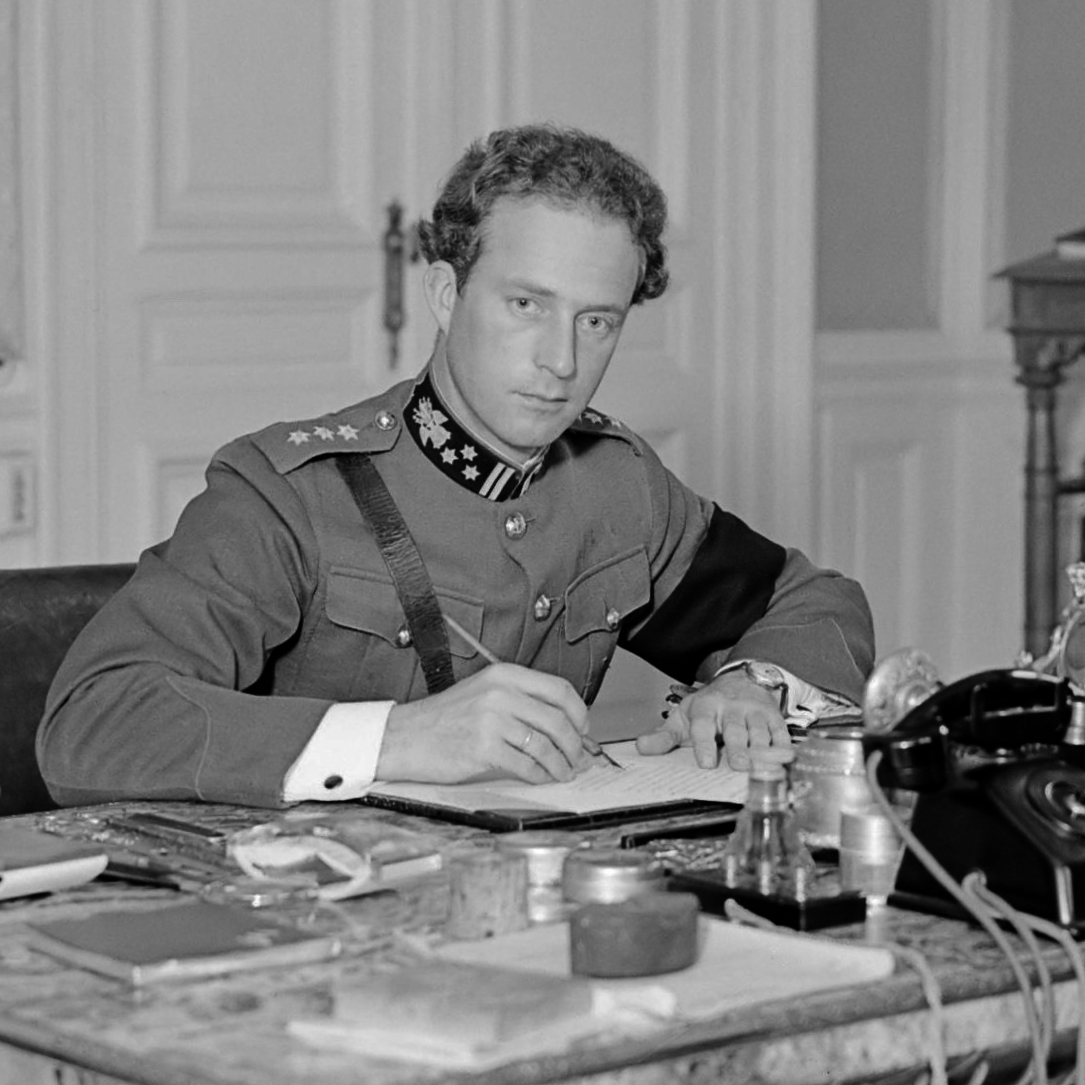
당시 벨기에 국왕이었던 레오폴 3세

영국과 프랑스는 독일과 싸우기 위한 훌륭한 완충지대인 벨기에를 놓아줄 생각이 없었다. 프랑스 정부는 1936년 10월에 벨기에 국왕 레오폴 3세가 자국의 공개적인 중립을 선언하자 격분했다. 동부 국경을 방어하는 데에 벨기에의 협력이 필요하다는 당초 프랑스 육군의 전략적 가정이 완전히 어그러졌기 때문이었다. 몇몇 프랑스인들은 레오폴 3세를 두고 "독일 놈 레오폴"이라면서 분통을 터뜨렸으며, 그러면서 벨기에를 공공연하게 '프랑스의 천연방벽'이라고 불러 벨기에인들을 경악시켰다. 1937년 4월 24일, 서방은 벨기에가 독일의 침공을 받을 경우 즉각적으로 개입할 것이라고 선언했으며, 벨기에를 '타국과의 전쟁'을 벌일 기지라고 칭함과 동시에 벨기에에 대한 군사적 지원을 계속 유지하겠다고 추가로 덧붙혔다. 그것을 받아들이고 말고는 벨기에의 의지와는 무관했다. 벨기에인들은 이들 국가가 벨기에를 위해서 자신들을 희생하기보다 자신들을 위해 벨기에를 희생시킬 것이라고 불신감을 드러냈다.
심지어 벨기에는 독일군이 연합군보다 숫적으로나 질적으로나 더 우수한 수준이라고 판단했으며, 연합국의 제안을 받아들인다면 벨기에는 그저 동맹국 없이 다른 나라들의 전쟁터가 될 것이라고 생각하게 되었다. 그렇지만 벨기에와 프랑스는 독일의 적대 행위가 언제, 어떻게, 누구에 의해서 시작되는 지에 대해서 갈피를 잡지 못했다. 그래서 벨기에는 프랑스군이 도착할 때까지는 알베르-뫼즈 방어선과 국경의 요새 지대를 계속 유지하고 있기로 했다.
벨기에의 중립화 이후로 연합군은 프랑스 국경과 더 가까운 쪽으로 이동하여 그곳에서 독일군을 막아야 했다. 프랑스는 벨기에의 협력에 전적으로 의존하고 있었는데, 벨기에의 중립선언으로 인해 이전까지 준비했던 방어 수단이 완전히 없어지게 되자 독일 기갑사단과 전면적으로 맞붙을 수 밖에 없었다. 심지어 프랑스는 독일이 벨기에를 침공할 경우에 대비하여 자신들이 먼저 벨기에를 선제침공할 것도 고려했다. 그러나 이때 벨기에는 독일이 생각보다 위협적이라고 판단하여, 브뤼셀에 있던 프랑스 군 참모부에 자국의 방어 전략, 병력의 이동 정보, 통신망, 방어 배치 현황, 공중 정찰 결과 등을 독일이 알지 못하도록 비밀리에 제공했다. 그러면서도 프랑스를 여전히 위협국으로 간주하여 의심스러운 태도를 유지했다. 독일의 침공이 임박했을 때에도 프랑스 육군은 벨기에에 진입할 수 없었다.
연합군 내부에서는 벨기에의 방어를 놓고 논쟁이 있었다. 프랑스군 북동부 전선군 사령관 알퐁스 조르주 장군은 과연 연합군이 독일군보다 먼저 딜 강에 도착할 수 있을지에 대해 의문을 표했다. 그러나 프랑스군 총사령관 모리스 가믈랭은 개전과 함께 연합군의 최정예부대를 벨기에로 투입하여 독일군과 결전을 벌이려는 계획을 세웠다. 기왕 싸워야 한다면 1914년처럼 북부 프랑스를 또 다시 전장터로 만드느니, 남의 땅에서 싸우겠다는 심보였다. 물론 벨기에의 피해는 어마어마할 것이었다.

#### 딜 계획(Dyle Plan)

제1차 세계대전 당시 독일군이 시행했던 슐리펜 계획. 이 계획의 주요 목표는 상대적으로 병력을 좌익에 집중시켜 회전문 효과를 통해 프랑스군을 포위섬멸시키는 것이었다. 결국 실패하기는 했지만 프랑스를 비롯한 연합군 측은 나치 독일이 이번에도 슐리펜 계획처럼 벨기에 중북부로 공세를 집중할 것이라 추측하였다.

프랑스는 독일이 제1차 세계대전과 마찬가지로 벨기에 북부 방면으로 쳐들어올 것이라 여겼다.
독일-프랑스 국경선에는 이미 마지노선의 구축이 완료되었으므로, 일정 규모의 병력만으로도 독일군의 공격을 확실하게 방어할 수 있으리라고 생각했다. 또한 당시 본토에 주둔하고 있던 병력의 1/3에 해당하는 36개 사단을 배치하였으니 독일-프랑스 국경에 한해서는 병력과 장비 부족 문제는 일체 없었다. 따라서 독일이 이런 강력한 방어선에 정면공격을 할리 없고, 오히려 해준다면 고맙겠다는 것이 프랑스의 생각이었다.
두번째로 마지노선 북쪽의 룩셈부르크 및 벨기에 남부 방면 역시 방어는 문제없을 것으로 여겨졌다. 독일군이 프랑스-벨기에 국경 일대에 흐르는 마스 강까지 도달하기 위해서는 병력들이 기동하기 어려운 험지를 돌파해야 했기 대문이다. 특히 이곳의 아르덴 삼림지대는 공격부대가 충분한 밀도로 전개하는 것을 방해할 것임이 분명했기 때문에, 이곳을 주공으로 삼아도 방어하기 쉬울 것이라고 예상했다. 그리고 벨기에는 혹시 모를 상황에 대비하여 마스 강변에도 마지노선의 연장으로 에반 에마엘 요새와 같은 강력한 방어선들을 구축해놓은 상태였다.
문제는 벨기에 중북부~네덜란드 남부에 이르는 플란데런 지역이었다. 이곳은 마스 강처럼 자연적인 방어선이 없었고, 지형 역시 매우 평탄하여 대군을 일시에 투입할만한 조건이 확보되는 곳이었다. 또한 역사적으로는 제1차 세계대전 당시 슐리펜 계획에 따른 독일군의 주공 방향이기도 하였다. 때문에 프랑스가 독일군의 주력이 벨기에 북부로 올 것이라 예측한 것은 합리적인 추측이었다고 볼 수 있다.

마지노선(Strong fortification)과 그 연장선에 있는 방어 요새들(Weak fortification). 당초 프랑스의 계획은 독일-프랑스 국경뿐만 아니라 아예 프랑스-벨기에 접경지역까지 강력한 요새선을 구축하는 것이었으나, 예산 문제로 인해 마지노선을 제외하고는 그다지 강력한 방어력을 갖춘 요새들을 건설하지는 못했다. 그렇지만 이 요새들도 마지노선에 비해서 그렇지 독일군의 진격을 저지하기에는 무리가 없는 수준이었다고 예상되었다.

결국 프랑스가 설정한 방위선은 됭케르크에서 마지노선에 이르는 프랑스 국경선 전체를 감싸는 양상이었지만, 이는 제1차 세계대전 때 벨기에군 단독으로 독일군 주공의 저지를 맡겼다가 오히려 벨기에가 점령당하는 사태를 무시하는 것이었다. 프랑스의 궁극적인 목표는 영국해협에서 알프스까지, 끊기지 않는 전체적으로 튼튼한 방어선의 구축이었으므로, 최종적으로 프랑스군 총사령관 모리스 가믈랭은 자신의 초기안, 즉 프랑스-벨기에 국경선에서 방어하겠다는 지침을 개정하여 새로운 계획을 입안한다. 이것은 프랑스군을 벨기에로 진입시키고, 마스 강과 연결된 벨기에의 하천들을 방어선으로 삼아 벨기에군과 함께 독일군을 저지, 격퇴한다는 계획이었다.
프랑스군이 벨기에에 설정한 방어선은 크게 2개였다.
- 에스코 계획(Escaut Plan): 투르네-에스코 강-안트베르펜으로 이어지는 방어선.
- 딜 계획(Dyle Plan): 나뮈르-딜 강-안트베르펜으로 이어지는 방어선. 에스코 계획보다는 비교적 동쪽에 위치함.

개전 초기에 모리스 가믈랭은 본래 에스코 계획을 상정해 두고 있었으나, 폴란드 전역 이후로 독일군과의 군사적 긴장 상태가 장기화되고 벨기에군이 성공적으로 방어진지를 확보하자 연합군은 방어선의 연장이 충분히 가능하다는 판단 하에 11월 9일 회의를 통해 최종적으로 딜 계획을 확정지었다.
이에 따라 프랑스군은 벨기에 중부에서 발원하여 안트베르펜으로 이어지는 하천인 딜 강을 따라 주력부대를 전개, 이곳을 방어선으로 삼아 벨기에 영토의 중앙을 가로지르는 방어선을 형성하여 독일군을 막아내기로 계획했다. 벨기에군 또한 과거 중립국이었음에도 독일군에게 영토의 대부분을 점령당했던 선례 대문에 프랑스의 이런 작전계획을 승인함과 동시에 방어선 구축에 적극적으로 나섰다. 이로써 프랑스군은 중요한 이점을 3가지 얻었는데,
1) 딜 강을 따라 전개하는 방어선은 에스코 계획에 따른 방어선, 혹은 프랑스-벨기에 국경보다 더욱 짧으므로 그만큼 많은 병력을 좁은 전면에 집중배치하여 방어력을 증강할 수 있다.
2) 벨기에가 완충지대로써 작용하므로, 북프랑스의 주요 공업지대를 보호할 수 있게 되어 전쟁 물자의 생산 및 보급이 원할하다.
3) 만약 벨기에에서 독일의 공격을 받아내고 역습을 가할 수 있다면, 반대로 네덜란드를 거쳐 바로 독일의 주요 공업지대인 루르를 공격할 수 있게 된다.
만약 독일이 우리를 공략하는 호의를 보인다면 프랑스는 독일에 10억 프랑을 주겠다!— 프랑스군 총사령관 모리스 가믈랭, 1940년 2월

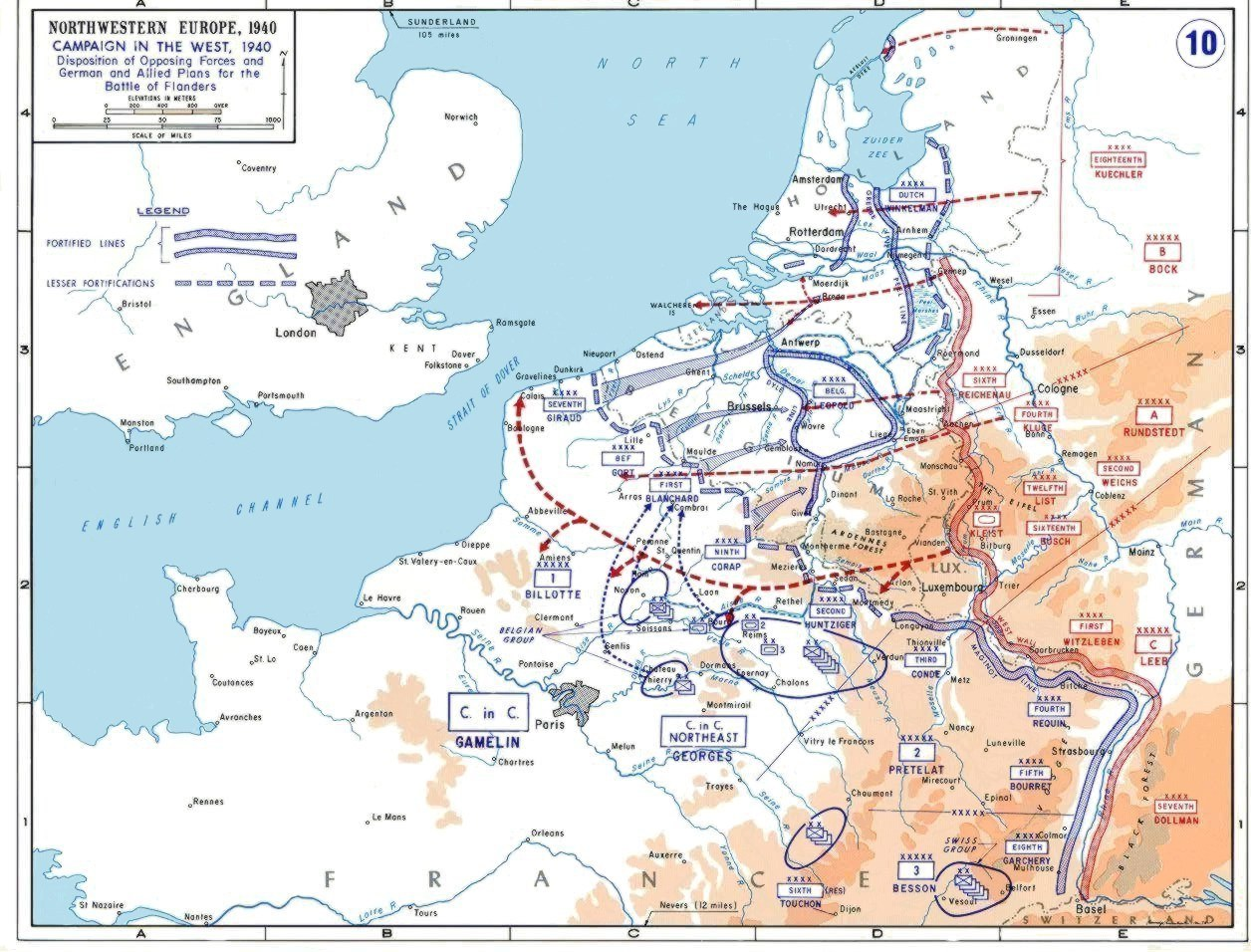
1940년 당시 프랑스-벨기에 전선. 벨기에 연안 방면에서 북진하는 푸른색 화살표가 바로 '딜 계획(Dyle Plan)'의 진격로이다. 모리스 가믈랭은 제1차 세계대전의 재앙을 재현해서는 안된다는 강박증에 사로잡혀 있었고 그때문에 독일의 북부 프랑스 침공만은 절대적으로 막아야 한다고 생각했다. 그는 독일군이 벨기에를 침공했다는 보고를 듣자마자 기뻐하면서 재빨리 연합군의 최정예 부대를 모조리 벨기에로 쏟아넣었다.

이어서 딜 계획의 당위성을 입증하는 사건이 일어났다. 1940년 1월 10일, 독일 육군 소령 헬무트 라인베르거가 벨기에의 마스메헬런 인근에 불시착하는 사건이 일어났다(메헬런 사건). 그는 독일군의 서유럽 침공에 대한 작전문서인 총통 지령 제2호를 가지고 있었는데, 이를 입수한 연합국은 독일이 1914년의 슐리펜 계획과 같이 네덜란드 및 벨기에 방면으로 쳐들어올거라 확신하게 되었으며 자연스럽게 딜 방어선의 사전 구축 계획은 매우 시의적절한 조치로 평가받았다. 또한 이 작전문서에는 딜 방어선 방면으로 2개의 강력한 기갑부대 제파가 이루어질 것이라고 나와 있었으므로, 연합군은 자신들 역시 기갑부대를 투입하여 독일군의 딜 방어선 선착을 저지하고 재빨리 후속부대를 투입해 확실한 방어선을 구축하는 것이 급선무라고 생각하였다. 이에 따라 프랑스는 개전 시 르네 프리우 장군이 지휘하는 프랑스군의 유일한 군단급 기계화부대인 기병군단(Corps de Cavalerie)을 동쪽으로 투입하여 지연전을 실시한다는 계획을 추가로 수립했다.
영국과 프랑스는 이를 진짜라고 믿었지만, 벨기에는 이를 의심하여 다시 조사에 착수하였고, 그 결과 벨기에 정보부와 쾰른 주재 벨기에 군사부는 독일군이 아르덴을 통해서 공격해온 뒤에 칼레로 진격할 것이라고 정확하게 예측하였다. 또한 독일군이 포위전을 통해 연합군을 섬멸하는 것이 주요 목표라는 것도 예측하였다. 말그대로 에리히 폰 만슈타인의 작전이 완전히 파훼당한 셈이었다. 이에 벨기에 총사령부는 프랑스와 영국에 자국의 우려를 전달하고, 딜 계획이 벨기에 뿐만 아니라 연합군의 서부 전선을 위협할 것이라고 경고하였다. 레오폴 3세와 그의 보좌관인 라울 폰 오버슈트라텐은 1940년 3월 8일과 4월 14일에 모리스 가믈랭 및 프랑스 육군 사령부에게 이를 계속해서 전달했으나 완전히 무시당했다.

### 벨기에의 군사 전략

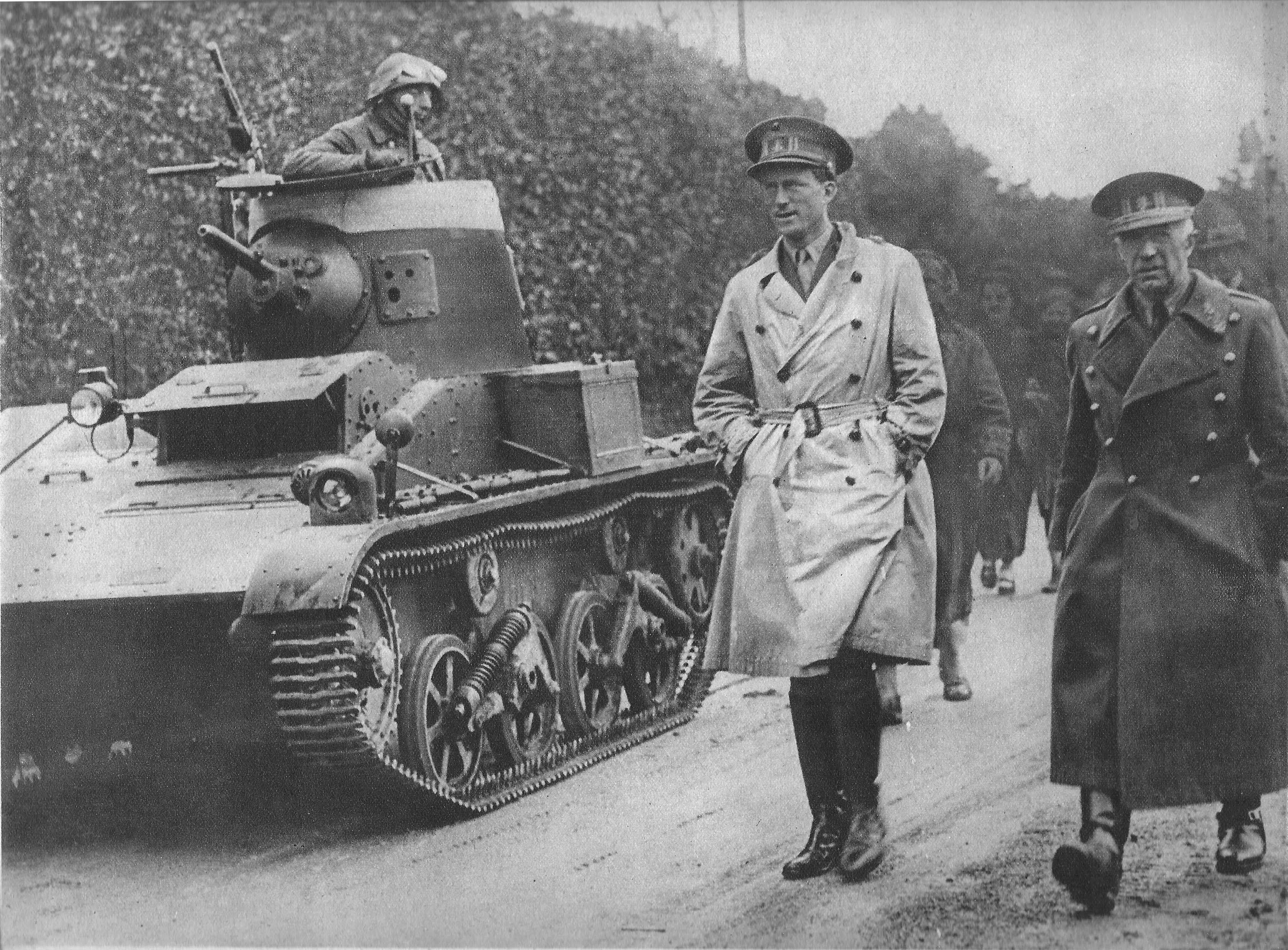
레오폴 3세가 1940년 군대를 시찰하는 모습

벨기에는 서방 연합국에서 공식적으로 탈퇴한 이후에도 자국의 중립을 지키기 위해서 프랑스나 영국 군참모진들과의 회의에 참여하는 것을 거부했다. 벨기에는 또한 독일의 침공이 피할 수 없는 것이라고 판단하여, 에반 에마엘 요새와 같은 방어요새들을 건설하여 독일군의 진격을 저지하고자 하였다.
1933년 1월에 아돌프 히틀러가 집권하자 벨기에는 이러한 조치들에 더욱 박차를 가했다. 이후 독일이 국제연맹을 탈퇴하고, 베르사유 조약을 파기하는 것을 지켜보고 벨기에는 혹시 그들이 로카르노 조약도 파기하지 않을까 하여 경각심을 더욱 높혔다. 벨기에 정부는 나뮈르와 리에주의 요새 및 방어시설들을 현대화하고, 스헤르토헨보스 운하를 따라 새롭게 방어선을 구축한 뒤 뫼즈, 스헬더, 알베르의 방어선과 연결했다. 또한 동부 국경은 경계 자전거 부대와 더불어 독일군을 조금이나마 지연시키기 위해 도로를 파괴하려는 목적으로 샤수르 아르덴(Chasseurs Ardennais)을 새롭게 창설하여 대비하였다. 1935년까지 벨기에의 방어선이 완성되었다. 그럼에도 벨기에는 방어가 충분하지 않다고 느꼈는데, 왜냐하면 후방 지역을 방어하기 위해서 예비군을 동원하면 독일군의 급습에 매우 취약해졌기 때문이었다. 전시의 상당한 예비 인력도 필요했지만, 장기복무와 군사훈련이 벨기에 국민들의 불안감을 더 늘릴 것이라는 이유로 관련 법안이 통과되지 않았다.
레오폴 3세는 1936년 10월 14일의 각료회의에서 벨기에의 국방력 강화를 위해 국민과 정부에게 연설했다. 여기서 그는 재무장이 필요하다는 세 가지 이유를 설명했다.
a) 독일과 이탈리아, 러시아의 완전한 재무장으로 인해 대부분의 타국들, 심지어 스위스나 네덜란드와 같은 중립국들도 예외적으로 군사적인 조치를 취하게 되었다.

b) 군대, 특히 항공 전력과 기계화의 방대한 변화는 초기의 대비가 이제 놀라운 힘, 속도, 규모를 가질 수 있음을 의미하게 되었다.

c) 라인란트 재무장은 독일이 언제든지 벨기에 국경 근처로 이동할 수 있게 되었음을 의미한다.

### 벨기에의 방어 전략

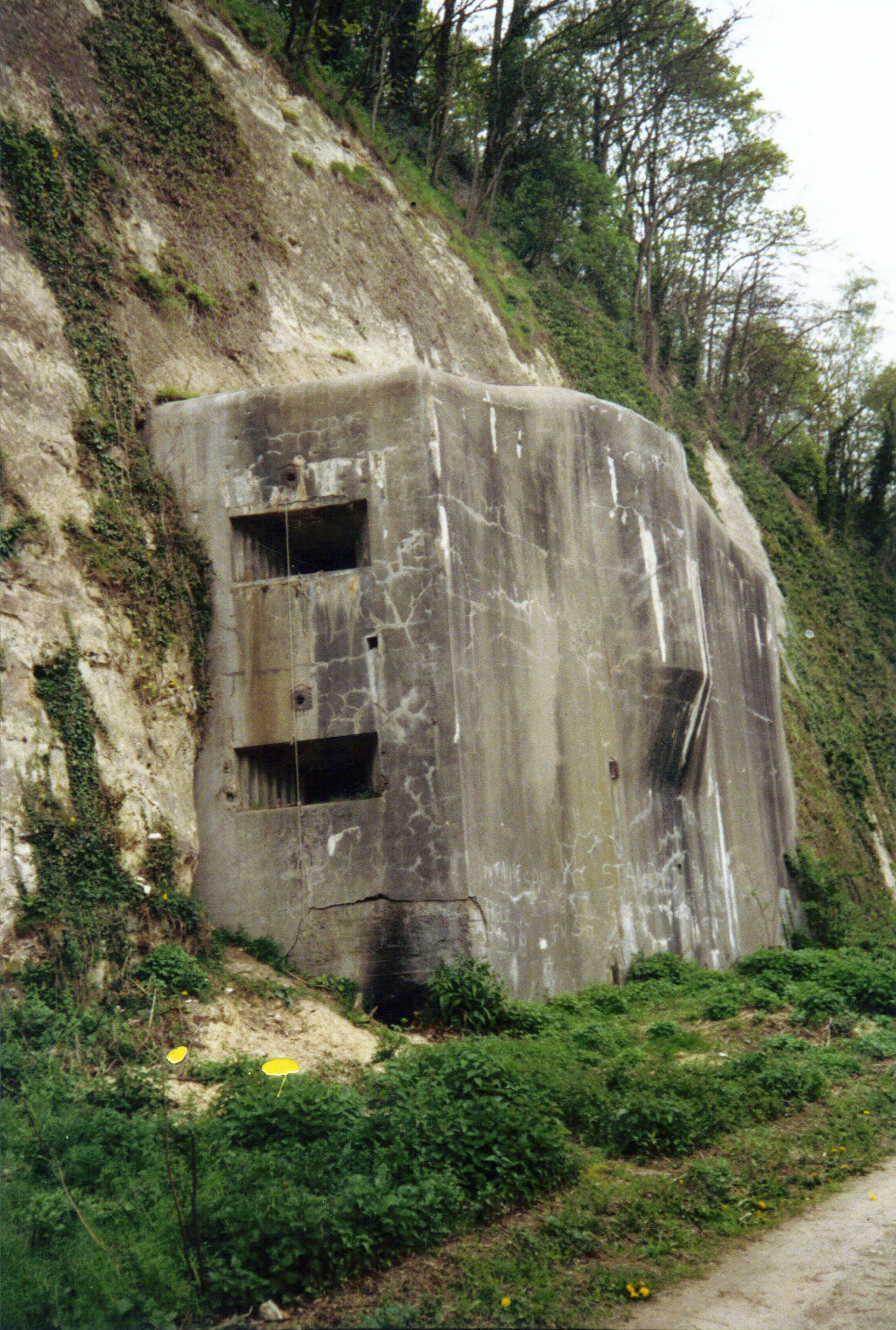
에반 에마엘 요새의 모습. 벨기에인들은 이러한 요새들이 독일군의 진격을 최대한 지연시키기를 바랐다.

벨기에가 세운 방어 전략은 1914년과 크게 다를 바 없었다. 1930년대 초반 벨기에는 동쪽 국경에 강력한 방벽을 건설했다. 그 중 에반 에마엘 요새는 현대화된 강력한 요새였고 '작은 마지노선'이라고 불릴 정도로 막강한 방어력을 자랑했다. 하지만 그것만으로는 독일군의 침공을 막기에는 역부족임이 명확했다.
따라서 벨기에는 다음과 같은 방어계획을 세웠다.

(a) 안트베르펜에서 리에주까지 이어지는 알베르 운하(Albert Canal), 그리고 리에주에서 나뮈르까지 이어지는 뫼즈 운하(Meuse Canal)를 연결하여 형성된 방어선을 구축한다.
(b) 방어선에서 연합군이 안트베르펜-나뮈르-쥐베 전선까지 진격할 수 있을때까지 지연전을 펼친다. 침략 3~4일째 되는 날에 지원군이 도착하여 전선을 보강할 것으로 예정되었다.
(c) 이후 안트베르펜-나뮈르 전선으로 후퇴한다.
(d) 그뒤 뢰번을 제외하고 안트베르펜을 포함한 대부분의 지역을 방어거점 삼아서 연합군과 합류하여 항전한다.

하지만 벨기에 입장에서 뻐져린 것은, 이렇게 할 경우 공업도시 리에주를 비롯하여 주요 산업시설이 밀집된 동부 지역을 독일에게 내주어야 한다는 사실이었다. 또한 벨기에 스스로 독일을 주적으로 삼음으로서 중립을 위반한다는 명분을 제공할 수 있었다. 현실적으로 독일의 위협에 대비하지 않을 수 없음에도 그로 인해 도리어 독일에게 침공의 빌미를 준다는 것이 벨기에의 딜레마였다.
영국 및 프랑스군과의 협정에 따르면, 앙리 지로가 지휘하는 프랑스 제7군은 가능하면 제일란트의 스헬더 하구를 지나서 네덜란드의 브레다로 진격할 예정이었고, 또한 존 베레커 장군이 지휘하는 영국 원정군(BEF)은 브뤼셀-헨트의 공백을 매우고 브뤼셀에서 동쪽으로 약 20km 떨어져 있는 주요 방어진지를 사수할 예정이었다. 이후 안트베르펜을 둘러싸고 있는 주요 방어진지는 도시에서 불과 10km 떨어진 벨기에군이 사수하는데, 이때 프랑스 제 7군이 처음 목표대로 네덜란드 국경 인근의 제일란트와 브레다로 이동한다면 안트베르펜의 벨기에군 왼쪽 측면을 보호하고 독일군의 북쪽 측면을 위협하는 위치에 있게 되었다.
동쪽으로 더 나아가서, 알베르 운하에 인접한 전술 구역에는 지연 배치가 이루어졌으며, 마스트리히트 서쪽의 뫼즈 방어선과 합류하도록 한 뒤에 남쪽으로 방향을 틀어 리에주까지 이어지도록 했다. 또한 여기에는 에반 에마엘 요새를 건설하여 거점의 북쪽 측면을 단단히 방어하는 한편으로, 벨기에 군대가 도시를 점령할 때의 전략적 깊이를 가늠하고 아군이 서쪽으로 진격할 때 이를 지원할 수 있도록 하였다. 추가적인 방어선은 리에주-나뮈르 축을 따라서 남서쪽으로 뻗어 있었다. 벨기에군은 공세로 전환할 경우에는 프랑스 제1군의 추가 지원을 받아 삼브레를 방어하는 영국 원정군의 남쪽 측면에서 장블루와 한너트를 향해 진격함으로써 다일 방어선의 주요 진지와 남쪽 나뮈르 사이의 공백을 매울 수 있었다. 또한 남쪽으로 나아가면 프랑스 제9군이 동시에 뫼즈 강의 기브-디낭 축으로 진격할 수 있었고, 더 남쪽에는 프랑스 제2군이 세단, 뫼즈 하부, 벨기에 영토 대부분을 포함하여 100km에 달하는 마지막 전선을 방어하고 있었다. 여기에는 룩셈부르크와의 국경과 마지노선의 북쪽 일부도 포함되었다.

### 독일의 공세 계획

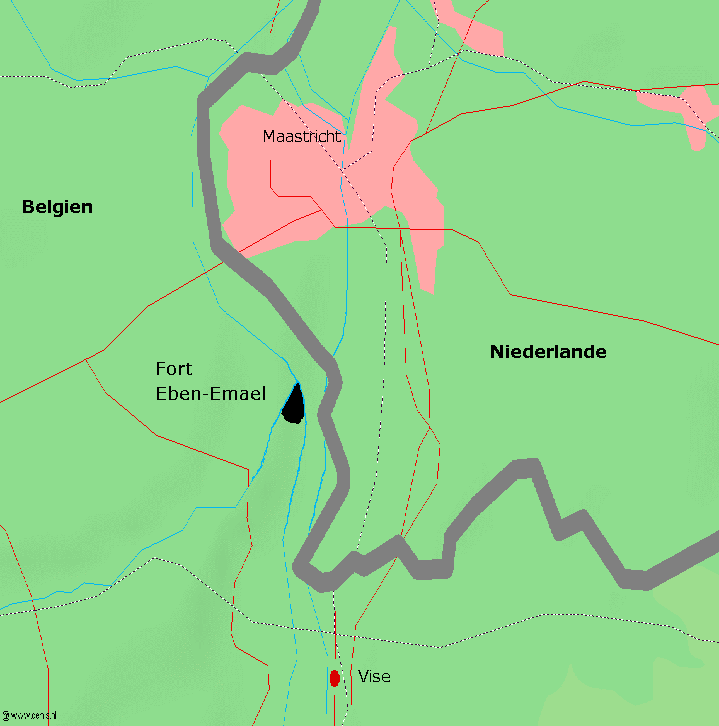
벨기에-네덜란드 국경선 사이의 에반 에마엘 요새 지도. 그것은 벨기에로 들어가는 전략적 교두보에 위치해있는 매우 견고한 요새였다.

독일의 공격 계획은 B집단군이 진격하여 연합군 병력을 벨기에 중부로 끌어들이면, A집단군이 아르덴 고원지대를 건너 적들을 포위한 뒤에 섬멸하는 것이었다. 벨기에는 다른 부차적인 전선을 통해서 공격할 예정이었다. 이에 따라서 전차나 장갑차 및 여타 기동부대들의 B집단군 배치는 제한적으로만 이루어졌다. 이후 영국 해협에 도달하면 모든 기갑사단 부대와 차량화보병들은 A집단군에서 철수하여 B집단군으로 합류하기로 되어 있었는데, 이는 독일군의 측면과 후방을 강화하고 연합군이 갑작스럽게 돌파하는 것을 막기 위함이었다. 
다만 벨기에에서 연합군을 포위하는 데 실패하면 오히려 양면에서 공격받는 상황이 될 수도 있었으므로, 본격적으로 진격하기 전에 알베르 운하 점령을 점령하는 것이 관건이었다. 운하를 가로지르는 3개의 다리는 B집단군이 신속하게 움직일 수 있도록 해줄뿐만 아니라 벨드베젤트, 브뢰엔호벤, 칸느, 마스트리히트와 연결되어 있기도 했기 때문이었다.  다리를 점령할때는 발터 폰 라이헤나우의 제 6군이 다리를 신속하게 건너는 것이 중요했는데, 그러기 위해서는 도시를 방어하고 있는 에반 에마엘 요새를 거쳐야 했다. 관건은 결국 '에반 에마엘 요새를 얼마나 빨리 함락시키는가?'였다.
이를 위해서 아돌프 히틀러는 제7군의 쿠르트 슈투덴트를 소환, 그에게 제7항공사단에서 공수 부대를 투입하여 요새를 함락하는 작전을 제안했다. 처음에는 지상 부대가 접근하기 전에 공수 부대가 요새의 대포를 파괴할 수 있도록 재래식으로 낙하산을 투하하는 계획이 입안되었다. 그러나 융커스 Ju 52 수송기는 너무 느렸고, 또한 네덜란드와 벨기에의 대공포에 격추당할 위험이 있어 이는 폐기되었다. 한편 기상조건도 문제였다. 혹시나 날씨가 안좋을 경우에는 공수부대가 요새에서 너무 멀리 떨어진 곳에 낙하할 우려가 있었다.
히틀러는 곧 요새의 방어에 한가지 허점이 있다는 것을 알아차렸다. 요새의 지붕이 제대로 보호되지 않았던 것이었다. 그는 DFS 230과 같은 글라이더형 수송기가 지붕 위에 착륙할 수 있는지를 알고 싶다고 요구했고, 슈투덴트는 낮에 시도할 경우에는 대략 12대의 글라이더가, 그렇다면 80~90명의 공수부대가 목표물에 도착할 수 있다고 답했다. 이에 만족한 히틀러는 작전을 효과적으로 수행하기 위해서 약 50kg 정도의 폭발물을 미리 준비하기도 했다.

## 전력

### 연합국

#### 벨기에

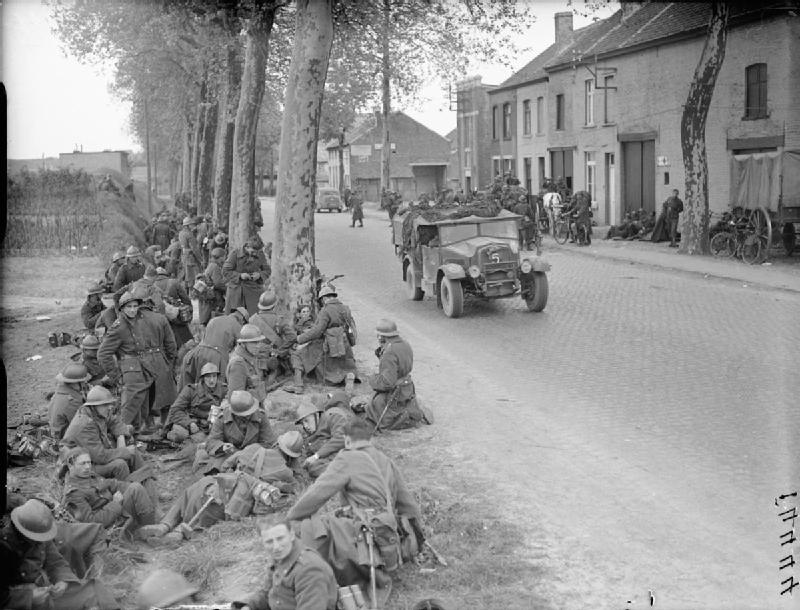
길가에서 쉬고 있는 벨기에군

벨기에군은 전시에 최대 60만 명에 달하는 22개 사단을 동원할 수 있었고, 1,338문의 대포도 보유하고 있었으며 47mm 대전차포와 동축 FN30 기관총을 장착한 200대의 T-13 구축전차와  42대의 T-15 경전차도 있었다. 그렇지만 대부분은 탱켓에 불과했으며 현대적 기갑전력인 프랑스제 AMC 35와 같은 전차는 불과 10대밖에 없었다. 벨기에군 전차들은 프랑스군과 마찬가지로 집중 운영되지 않았고 각 사단에 중대, 소대 별로 분산되어 보병 지원을 맡았다. 벨기에는 차량이나 장갑 트렉터에 견인되는 47mm FRC 대전차포를 표준으로 사용했는데, 이는 Sd kfz 231를 관통하고 그 뒤에 있는 4호 전차의 장갑까지 관통할 수도 있었으며 당시 프랑스의 25mm, 독일의 37mm보다 훨씬 우월한 성능을 자랑했다.
벨기에는 1939년 8월 25일부터 동원을 시작하여 1940년 5월까지 보병사단 18개, 기갑 및 장갑차사단 2개, 차량화보병 사단 2개로 구성된 야전군 총 60만 명을 동원하였다. 예비군은 대략 90만 명의 병력을 투입할 수 있었을 것으로 추정된다. 다만 전차와 대공포 등 일부 장비는 대단히 부족했을 뿐만 아니라 제1차 세계대전 때와 거의 다를 바 없었다. 또한 사단의 훈련도 역시 매우 부족했다.
육군 동원이 완료된 이후의 벨기에는 정규보병사단 12개, 기갑 및 장갑차사단 2개, 예비보병사단 6개, 경비 자전거근위대 여단 1개, 기병대 여단 1개, 차량화보병 사단 2개로 구성된 정규 군단 5개와 에비 군단, 그리고 예비 여단 2개를 소집할 수 있었다. 육군에는 대공포병 2대대과 포병 4연대, 그리고 정확히 알려지지는 않았지만 요새 수비병과 공병, 그리고 정찰병들이 추가로 배치되었다.
벨기에 해군(Corps de Marine)은 1939년이 되서야 재건되었다. 그렇지만 벨기에-영국 해군협정에 따라 100척의 선박과 3,350명의 승무원들은 전쟁 동안 영국해군의 지휘에 따라야 했다. 벨기에 해군본부와 제1해군사단은 오스텐더에 있었고, 제2해군사단과 제3해군사단은 각각 지브뤼헤와 안트베르펜에 있었다.
벨기에 공군(AéMI)은 현대화되기 시작한 지 얼마 되지 않았다. AéMI는 브루스터 F2A 버펄로, 피아트 CR.32, 호커 허리케인, 콜호벤 F.k.56, 페어리 배틀, 카프로니 Ca.312 경폭격기, 카프로니 Ca.335 전투정찰기 등을 주문해 놓았지만 그 가운데 피아트, 허리케인, 페어리만 소수 보유한 상태였고 그마저도 구식인 복엽기 페어리 폭스 단좌형 버전이 주요 항공전력으로 사용되고 있었다. AéMI는 250대의 항공기를 보유하고 있었는데 그중 90대는 전투기였고, 12대는 폭격기였으며, 12대는 정찰기였다. 그마저도 50대만이 비교적 현대화된 전투기였으며 구식이거나 사용하지 못하는 모델이 대다수였다. 이후 1940년 5월 10일경에는 불과 118대만이 사용 가능했는데, 이중 78대는 전투기였고 40대는 폭격기였다.
AéMI는 제1차 세계대전 직전에 조종사 면허를 취득했던 폴 히에르노가 지휘했다. 히에르노는 공군을 총 3연대로 나누었는데, 제1연대는 60대, 제2연대는 53대, 제3연대는 79대였다.

#### 프랑스

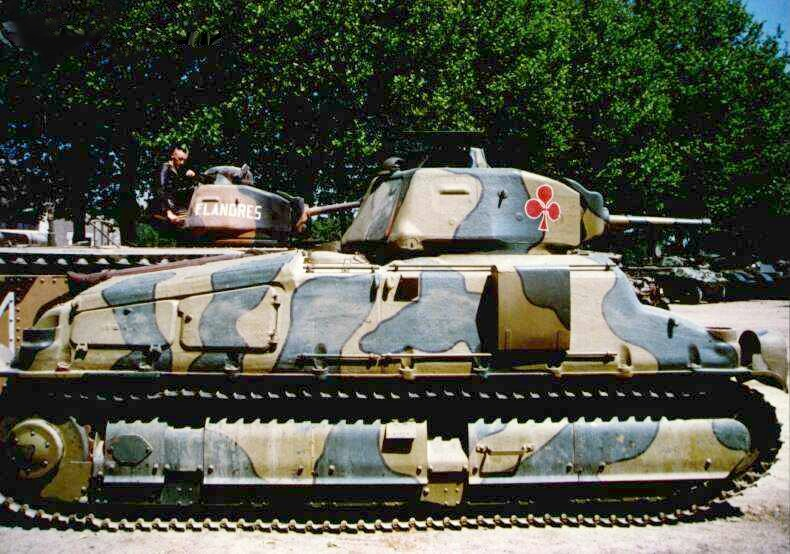
소뮤아 S35 전차는 당시 프랑스에서 가장 현대적인 전차로 여겨졌다.

벨기에는 프랑스군의 상당한 지원을 받았다. 프랑스 제1군에는 르네 프리우 장군의 기병대가 포함되어 있었고, 거기에는 장블루의 격차를 메꾸기 위해서 제2경기계화사단(2e Division Légère Mécanique/2e DLM)과 제3경기계화사단(3e DLM)이 배치되었다. 기갑부대는 장갑이나 화력 면에서 대부분의 독일 전차들을 압도하는 176대의 강력한 소뮤아 S35 전차와 239대의 호치키스 H35 경전차로 구성되어 있었다. 그렇지만 3e경기계화사단에는 90개의 S35와 140개의 H35만이 실전배치되었다.
프랑스 제7군은 연합군 전선의 최북단을 보호하기 위해 배치되었다. 거기에는 제1경기계화사단(1re DLM),제25기동보병사단(25e Division d'Infanterie Motorisée/25e DIM), 제9기동보병사단(9e DIM)이 네덜란드의 브레다로 진격하기 위해 대기하고 있었다.
제7군과 제1군보다 상대적으로 약한 제9군은 제5기동보병사단(5e DIM)을 제외하고는 벨기에에 전부 배치되었다. 그들의 임무는 삼브레 강 남안과 스당 바로 북부에 위치한 연합군의 남쪽 측면을 보호하는 것이었다. 더 남쪽으로 가보면 프랑스 제2군이 스당과 말메디 사이의 프랑스-벨기에 국경을 지키고 있었다. 아이러니하게도 가장 약한 병력들이 오히려 독일의 주요 공격 지역을 보호하고 있었던 것이다.

#### 영국
영국은 벨기에에 가장 약한 병력을 제공했다. 고트의 지휘 아래 있던 영국 원정군(BEF)는 각각 2개 사단으로 구성된 2개 군단에 152,000명의 병력이 있었다. 영국은 그마저도 2개 군단으로 구성된 2개 부대를 배치하기를 희망했지만 다른 지휘관들의 반대로 이루어지지는 않았다. 제1군단은 존 딜 중장이 지휘했고, 다른 장교였던 마이클 바커 중장은 해롤드 알렉산더 소장으로 교체되었다. 중장 앨런 브룩은 제2군단을 지휘했다가 나중에 제3군단을 지휘했다. 로널드 아담은 영국 전투 서열에 포함되었다. 그리고 공군 부사령관 패트릭 플레이페어가 지휘하는 RAF 고등항공 타격대에 포함된 추가 9,392,명의 영국 공군(RAF) 인원들은 벨기에에서의 작전을 지원하기로 되어 있었다. 1940년 5월까지 영국 원정군은 대략 394,165명에 달했지만, 그중 15만 명 이상이 후방의 물류보급을 담당하고 있었고 군사훈련도 거의 받지 못한 상태였다. 1940년 5월 10일 당시, 영국 원정군은 단 10개 사단과 1,280문의 대포, 310대의 전차를 보유하고 있었다.

### 추축국

#### 독일
B집단군은 페도어 폰 보크가 지휘했다. 저지대 침공을 위해서 26개 보병사단과 3개의 기갑 사단이 배정되어 있었는데, 이중 후자의 제3기갑사단과 제4기갑사단은 벨기에에서 제6군 제16군단의 지휘 아래 작전을 수행하기로 되어 있었다. 제9기갑사단은 네덜란드 침공 이후 제18군에 소속되어 그들과 함께 벨기에로의 진격을 지원하는 한편 북쪽 측면을 방어하기로 하였다.
B집단군의 기갑전력은 808대에 달했는데, 그중 282대는 1호 전차, 288대는 2호 전차, 123대는 3호 전차, 66대는 4호 전차였으며 49대의 지휘 전차도 운용 중이었다. 제3기갑사단의 기갑연대는 117대의 1호 전차, 128대의 2호 전차, 42대의 3호 전차, 26대의 4호 전차, 27대의 지휘 전차로 구성되어 있었다. 제4기갑사단은 136대의 전차 1호, 105대의 전차 2호, 40대의 전차 3호, 24대의 전차 4호, 그리고 10대의 지휘 전차로 구성되어 있었다. 처음에 네덜란드에서 작전을 수행하기로 예정되어 있었던 제9기갑사단은 30대의 전차 1호, 54대의 전차 2호, 66대의 전차 3호, 49대의 전차 4호로 구성되어 있었다.
에반에마엘 요새 공격을 위해 제7공수사단과 제22공수사단에서 선발된 부대는 지휘관 하우프트만 발터 코흐의 이름을 따서 코흐 공격분견대(Sturmabteilung Koch)로 명명되었다. 이들은 1939년 11월에 소집되었는데, 주로 제1낙하산연대의 낙하산병과 제7항공사단의 정비병들, 그리고 소수의 루프트바페 조종사들로 구성되었다. 루프트바페는 저지대 공격을 위해서 1,815대의 전투기, 487대의 수송기, 50대의 글라이더를 동원했다.
벨기에 영공에서의 초기 공습은 알프레드 켈러 장군 휘하의 제4항공단이 수행할 예정이었다. 켈러의 부대는 제1교도비행단(Stab). I. II. III. IV)과 제27폭격비행단(Stab). I. II. III) 및 제30폭격비행단(Stab). I. II. III. IV)로 구성되어 있었다. 5월 10일, 켈러는 550대의 전투기를 보유한 볼프람 폰 리히트호펜 소장의 제8항공사단으로부터 363대의 전투기를 받아 전력을 증강하였다. 작전 직전에 그들은 462대의 전투기를 보유하고 있었다.
켈러의 본부는 올덴부르크와 뒤셀도르프에 있었고, 전투기 증원과 같은 추가 지원은 노르트라인베스트팔렌과 그레벤브로이흐, 뮌헨글라트바흐, 도르트문트, 에센에 있는 기지에서 이루어질 예정이었다.

## 전투 개시

### 루프트바페 출격: 5월 10일
5월 9일 저녁, 베를린 주재 벨기에 군참모부는 독일군이 이틑날 공격해올 것이라는 정보를 본국에 타진했다. 그 무렵부터 독일-벨기에 국경에서는 군대의 움직임이 포착되었다. 1940년 5월 10일 00시 10분, 브뤼셀의 일반 본부에서 불특정 편대가 경보를 발령했으며 1시간 20분이 지난 01시 30분에 벨기에군은 완전히 경계 상태로 접어든다. 연합군은 5월 10일 아침에 딜 계획을 수립하고 벨기에 후방으로 이동하고 있었다.
루프트바페는 저지대 방면의 전선에서 공중전을 주도하기로 되어있었다. 그들이 맡은 첫번째 임무는 벨기에 공군을 무력화시키는 것이었다. 루프트바페는 첫날에만 1,375대의 전투기를 동원했고 그날 오전 4시에 실시된 공습은 비행장과 통신 본부에 상당한 피해를 입혔다. 벨기에 공군은 이로 인해 공중에서 우세를 점하는 것이 불가능해졌다.
공중전으로 넘어가면 양측의 차이는 더욱 심해졌다. 5월 10일 말까지 독일의 공식 통계에 따르면 벨기에 전투기 30대가 격추되었고 14대가 적지 않은 손실을 입었다고 한다. 이후 총 83대의 벨기에 전투기가 파괴되었고 벨기에 공군은 단지 146번만의 출격을 기록했다. 5월 16일부터 5월 28일까지 벨기에 공군은 단 77회의 작전만 수행했으며 대부분은 루프트바페의 맹공에 맞서 아군 후퇴를 보조하고 연료를 운송하는 데에만 동원되었다.

### 국경에서의 전투: 5월 10일~5월 11일

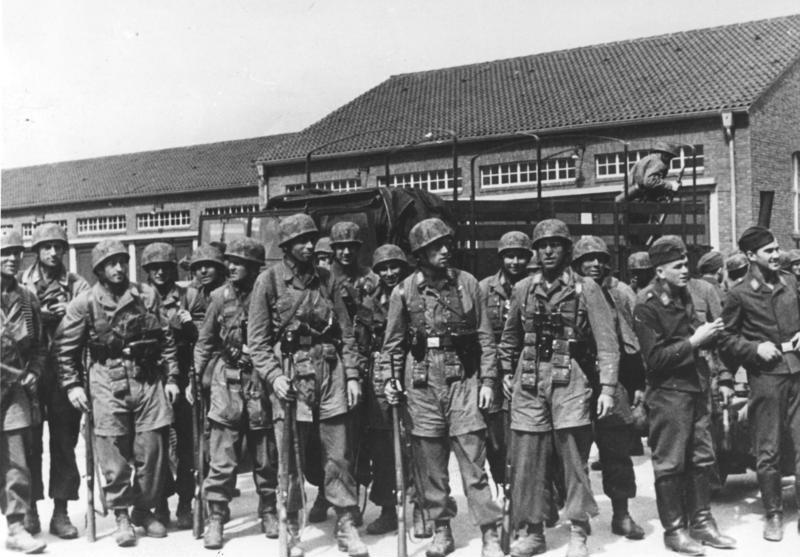
에반 에마엘 요새 점령 이후 촬영된 독일 공수부대의 사진.

독일 참모진들은 벨기에 내륙으로 독일군이 진입하려면 먼저 에반 에마엘 요새를 제거해야 한다는 것을 잘 알고 있었다. 히틀러와 쿠르트 슈투덴트의 의견 교환 이후 글라이더를 통해서 공수부대를 투입하자는 작전이 채택되었다. 공수부대는 특수한 폭발물과 화염방사기를 사용하여 손쉽게 요새에 진입했고 요새의 수비벽을 무너뜨리기에 이른다. 이로 인해 벨기에의 주요 방어선은 완전히 무너졌으며, 그사이에 독일은 알베르 운하를 가로지르는 교두보를 건설하고 제18군을 필두로 점차 진격하기 시작했다. 잔존 벨기에 병력들은 남쪽으로 후퇴하여 뫼즈 강을 잇는 다리들을 파괴하였다.
베너 헤데리히의 지휘 아래, 제34보병사단은 전투기 5대와 30명의 사상자를 내고 룩셈부르크 방면의 작전을 성공적으로 수행함으로써 벨기에 중부로 향하는 5개의 교차로와 통신 경로를 새롭게 장악했다. 가장 믿었던 방어벽인 에반 에마엘 요새가 너무나도 쉽게 함락되자 벨기에 제4보병사단과 제7보병사단은 비교적 더 견고한 방어선에서 적과 싸우기로 결정하였다. 한편 제7사단은 제2 및 제18 척탄병연대와 제2 카라비너 연대와 함께 강 서안부에 주둔한 독일 보병들을 저지하기 위해서 고군분투하였다. 심지어 벨기에 전술부대는 여러 차례 반격에 나서 브뤼덴에 건설된 독일의 교두보를 폭파하기도 했다. 그렇지만 다른 지점인 브로엔호벤과 벨드베젤트에서는 독일이 강력한 교두보를 건설하고 연합군의 공격을 격퇴하였다.